# فرودگاه کاین رشابوو
فرودگاه کاین رشابوو (به انگلیسی: Cayenne – Rochambeau Airport) (به زبان بومی: Aéroport de Cayenne - Félix Eboué) یک فرودگاه همگانی با کد یاتا CAY است که یک باند فرود آسفالت دارد و طول باند آن ۳۲۰۰ متر است. این فرودگاه در شهر کاین کشور گویان فرانسه قرار دارد و در ارتفاع ۷ متری از سطح دریا واقع شده‌است.

## شرکت‌های هواپیمایی و مقصدهای پروازی
| شرکت‌های هواپیمایی     | مقصدهای پروازی                                    |
| --------------------- | ------------------------------------------------- |
| ایر کارائیب           | مارتینیک امه سزر، اورلی، پوانت آ پیتر             |
| ایر فرانس             | مارتینیک امه سزر، اورلی، پوانت آ پیتر             |
| Air Guyane            | گراند-سانتی، ماریپاسئولا، سن لوران دو مرونی، ساول |
| آزول برزیلین ایرلاینز | ول د کائس، پینتو مارتینز                          |
| سورینام ایرویز        | ول د کائس، یوهان ادالف پنگل                       |